# Moncloa, ¿dígame?
Moncloa, ¿dígame? es una sitcom española emitida por Telecinco en el año 2001.
El argumento giraba en torno al despacho del departamento de prensa de la Moncloa y tenía por protagonistas a sus funcionarios encabezados por Javier Veiga. Se caracterizaba por su punto de vista irónico, sarcástico y surrealista.
Producida por El Terrat, no consiguió el respaldo de la audiencia, por lo que se grabó una única temporada de 13 episodios de 20 minutos de duración cada uno que se grababan en directo con público y se emitían antes de 7 vidas.

## Intérpretes

### Personajes Principales
- Javier Veiga como Bartolomé (13 episodios).
- Manuel Manquiña como Vicente (13 episodios).
- Paco León  como Mario (13 episodios).
- Ana Rayo como Laura (13 episodios).
- Ana María Barbany como María Fernanda (13 episodios).
- Mercè Mariné como Nieves (13 episodios).

### Personajes Episódicos
- Dolo Beltrán como Cabo Pelayo (3 episodios).
- Sara Loscos como Hacker (2 episodios).
- Fermí Fernández como Adolfo Gallardo (2 episodios).

También participaron en algún episodio: Francesc Albiol, Resu Belmonte, Juan Luis Galiardo, Juli Mira, Àngels Barceló, Santi Ibáñez, Pep Jové, Glòria Serra, Marieta Sánchez, Laura Aparicio, Joan Bentallé, Jesús Ferrer, Rosa Mañosa, Kiti Mánver, Dolors Pozzan, Nuria Roca o Albert Trifol.

## Episodios y audiencias
| N.º (serie) | N.º (temp.) | Título                                                   | Director(es) | Fecha de emisión      |
| ----------- | ----------- | -------------------------------------------------------- | ------------ | --------------------- |
| 1           | 1           | «De agendas, cargos públicos y libertinos»               | Oriol Grau   | 10 de enero de 2001   |
| 2           | 2           | «De minorías, separaciones y pisos compartidos»          | Oriol Grau   | 17 de enero de 2001   |
| 3           | 3           | «De poetas, espías y bailes regionales»                  | Oriol Grau   | 24 de enero de 2001   |
| 4           | 4           | «De chupetones, decomisos y virus informáticos»          | Oriol Grau   | 31 de enero de 2001   |
| 5           | 5           | «De primos, enchufes y otros temas»                      | Oriol Grau   | 7 de febrero de 2001  |
| 6           | 6           | «De exploradores, chistes malos y mujeres explosivas»    | Oriol Grau   | 14 de febrero de 2001 |
| 7           | 7           | «De escándalos, cumpleaños y periodistas paparazzis»     | Oriol Grau   | 21 de febrero de 2001 |
| 8           | 8           | «De subvenciones, viajes y arañazos»                     | Oriol Grau   | 28 de febrero de 2001 |
| 9           | 9           | «De cartas de amor, dominicanas y otros papeles»         | Oriol Grau   | 7 de marzo de 2001    |
| 10          | 10          | «De ministras, ecologistas y pescaítos radioactivos»     | Oriol Grau   | 14 de marzo de 2001   |
| 11          | 11          | «De periquitos, sangre y chocolate con churros»          | Oriol Grau   | 25 de marzo de 2001   |
| 12          | 12          | «De fugas, profecías y guardaespaldas deprimidos»        | Oriol Grau   | 25 de marzo de 2001   |
| 13          | 13          | «De ministros, destituciones y estrategias de promoción» | Oriol Grau   | 1 de abril de 2001    |